# Birol Hikmet
Birol Hikmet (* 24. März 1982 in Akyazı, Sakarya) ist ein türkischer Fußballspieler, der für Giresunspor spielt.

## Karriere
Birol Hikmet begann mit dem Vereinsfußball mit 14 Jahren in der Jugend von Zeytinburnuspor und spielte dann noch in den Jugendmannschaften von Eroğluspor und Güngören Belediyespor. Ab der Saison 2000/01 ließ man ihn beim damaligen Zweitligisten Güngören Belediyespor auch mit der Profi-Mannschaft trainieren. So kam es, dass er auch in den Kader für manche Ligaspiele aufgenommen wurde und sein Debüt für die Profi-Mannschaft am 20. Mai 2001 gegen Gaziosmanpaşaspor bestritt. In der Spielzeit 2001/02 kam er auf die gleiche Weise zu zehn Zweitligaeinsätzen. Zur Saison 2002/03 erhielt er von seinem Verein einen Profi-Vertrag und wurde endgültig ins Profi-Team übernommen. Er eroberte sich auf Anhieb einen Platz in der Startelf. Hier spielte er fünfeinhalb Spielzeiten.
In der Winterpause der Saison 2006/07 wechselte er zum Zweitligisten Eskişehirspor. Mit seinem neuen Verein gelang ihm in seiner zweiten Spielzeit der Aufstieg in die Süper Lig. Hikmet spielte zwar in den Kaderplänen für die Süper Lig eine Rolle, aber er kam dann in der Saison dennoch zu einigen wenigen Einsätzen. So löste er zur Winterpause seinen Vertrag auf und verließ den Verein.
Bei Diyarbakırspor blieb er bis Saisonende und schaffte auch mit seinem neuen Verein den Aufstieg in die Süper Lig. 
Zur anstehenden Saison 2009/10 löste er seinen Vertrag mit Diyarbakırspor auf und wechselte zum Zweitligisten Karabükspor. Mit Karabükspor gelang ihm die Meisterschaft der TFF 1. Lig und damit der Aufstieg in die Süper Lig. Somit gelang es ihm in drei Spielzeiten hintereinander der Aufstieg in die Süper Lig. Nach dem Aufstieg spielte er auch in der Süper Lig weiterhin drei Spielzeiten lang als Stammspieler und wurde zeitweise zum Spieler mit den meisten Erstligaeinsätzen für Karabükspor auf. Später wurde er von seinem Teamkollegen İlhan Parlak abgelöst.
In der letzten Woche der Sommertransferperiode 2013 wechselte Hikmet zum Zweitligisten Adana Demirspor. Bereits zur nächsten Winterpause verließ Hikmet Demirspor und wechselte zu Gaziantepspor.
Im Sommer 2014 zog er zum Zweitligisten Elazığspor weiter. Bereits zur nächsten Rückrunde zog er zum Ligarivalen Giresunspor weiter. Von diesem Verein trennte er sich bereits im April 2015.

## Erfolge
Mit Eskişehirspor
- Relegationssieger der TFF 1. Lig und Aufstieg in die Süper Lig: 2007/08

Mit Diyarbakırspor
- Vizemeister der TFF 1. Lig und Aufstieg in die Süper Lig: 2008/09

Mit Karabükspor
- Meister der TFF 1. Lig und Aufstieg in die Süper Lig: 2009/10